# Pessaire

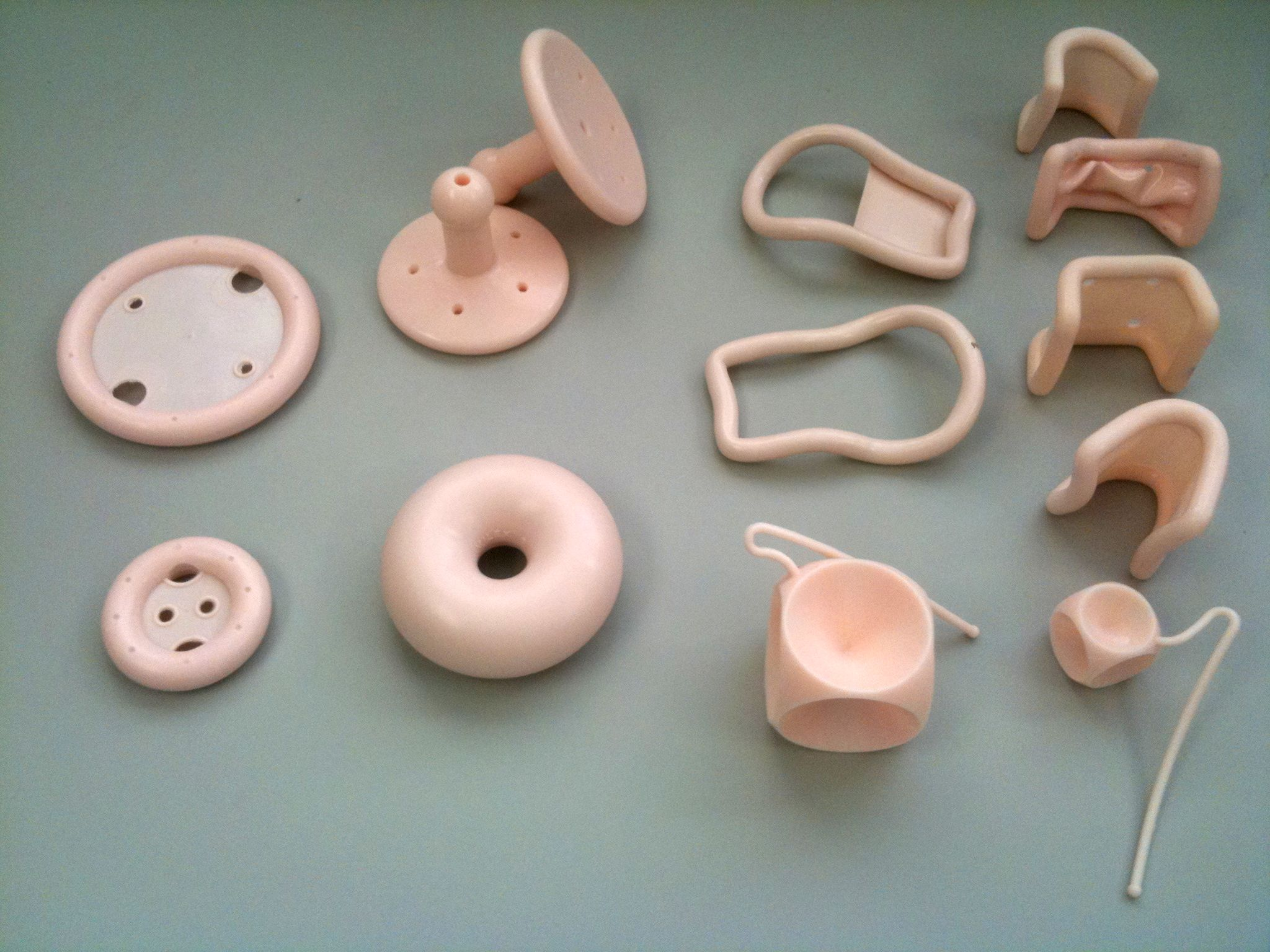
Un assortiment de pessaires.

Le pessaire est un anneau flexible en silicone médical, qu'on insère dans le vagin en cas de prolapsus génital (prolapsus utérin, vésical ou rectal) et d'incontinence urinaire d'effort.
Le mot « pessaire » ou pessus est un terme médical désignant tout type de médicament devant être introduit dans le vagin ou dans l'anus.

## Utilisation dans le prolapsus génital
Il peut être utilisé comme traitement palliatif en cas de contre-indication ou de refus de la chirurgie, et comme traitement définitif. Il permet de replacer dans l'enceinte pelvienne les organes prolabés. Il existe différents types de pessaires de différentes formes. Il nécessite une bonne œstrogénisation de la muqueuse chez les femmes ménopausées ainsi que des mesures d'hygiène strictes afin d'éviter des infections, des ulcérations voire des cancers du vagin. Ces derniers restent cependant exceptionnels et faciles à prévenir par un suivi régulier,. La perte de l’appareil ou son inefficacité incite à prendre un anneau plus grand; des douleurs, une rétention d’urine ou une ulcération vaginale incitent au contraire à en prendre un plus petit. Le pessaire est une excellente alternative non chirurgicale aux prolapsus. Il est très utilisé dans les pays anglo-saxons mais paradoxalement très peu proposé en France.[réf. nécessaire]
Il permet d'améliorer la qualité de vie des porteuses de prolapsus génital mais son utilisation est parfois abandonnée en raison d'un inconfort, de douleurs ou de difficultés de mise en place avec expulsion. Cette technique ne semble pas supérieure au traitement chirurgical du prolapsus.

## Usage contraceptif
Enrobé de crème spermicide, le pessaire est un contraceptif, plus communément nommé diaphragme.

## Autres usages
La mise en place d'un pessaire pourrait être une technique alternative au cerclage dans la prévention des accouchements prématurés, notamment si le col utérin est court.

## Historique
On le retrouve cité dans le serment d'Hippocrate : « Je ne remettrai à personne du poison, si on m'en demande, ni ne prendrai l'initiative d'une pareille suggestion ; semblablement, je ne remettrai à aucune femme un pessaire abortif. » 
Le Dr Ch. V. Daremberg, écrivait au sujet du pessaire au XIXe siècle :
« On trouve dans la collection hippocratique quatre formes principales de pessaires.
1. La première consiste en un mélange introduit à l'aide d'une sonde […] recouverte ou non de laine (de Superfoet., p. 50, 1. 13, édition de Bâle). L'auteur n'indique ni la figure ni la matière de cette sonde ; mais il est probable qu'elle était en plomb ou en étain comme toutes celles dont il est question dans les traités relatifs aux maladies des femmes […].
2. La seconde espèce est très singulière ; elle est décrite dans le traité de la Nature de la femme (Foës, p. 584). L’auteur veut qu'on prenne un morceau de chair de bœuf […] de la grosseur du gros orteil et de la longueur de six travers de doigt, qu'on l'enduise d'un mélange dont il donne la composition, puis qu'on l'entoure de laine trempée préalablement dans le même mélange, qu'on exprime le tout et qu'on introduise ce pessaire dans le vagin, en ayant soin d'attacher un fil de lin à l'extrémité libre, afin de pouvoir le retirer plus facilement. Cette dernière précaution a été renouvelée par Antyllus pour les pessaires ordinaires (Paul d'Égine, VII, 24).
3. On trouve très souvent la mention de pessaires faits avec des résines, avec la tige, les fruits et le bulbe de certaines plantes, etc., recouverts ou non de laine, et trempés dans des médicaments ;
4. Les pessaires les plus usités étaient faits avec une mèche de laine repliée sur elle-même, probablement attachée avec du fil, imprégnée de mélangés de diverse nature.